# Piramidă pătrată giroalungită
În geometrie piramida pătrată giroalungită sau antiprisma pătrată alungită este un poliedru convex construit prin alungirea unei piramide pătrate prin atașarea unei antiprisme pătrate la baza acestuia. Este poliedrul Johnson (J10 ). Având 13 fețe, este un tridecaedru.

## Mărimi asociate
Următoarele formule pentru înălțime h, arie A și volum V sunt stabilite pentru lungimea laturilor tuturor poligoanelor (care sunt regulate) a:
{\displaystyle h=\left({\sqrt {1-{\frac {1}{2+{\sqrt {2}}}}}}+{\frac {1}{\sqrt {2}}}\right)a\approx 1,548003\,a\,,}
{\displaystyle A=(1+3{\sqrt {3}})\,a^{2}\approx 6,196152\,a^{2},}
{\displaystyle V={\frac {{\sqrt {4+3{\sqrt {2}}}}+1/{\sqrt {2}}}{3}}\,a^{3}\approx 1,192702\,a^{3}.}

## Poliedru dual
Dualul piramidei pătrate giroalungite are 9 fețe: 4 romboedre, 1 pătrat și 4 pentagoane.
| Dualul piramidei pătrate giroalungite | Desfășurata dualului |
| ------------------------------------- | -------------------- |
|                                       |                      |